# Aeroporto di Čul'man
L'aeroporto Internazionale di Čul'man-Nerjungri, in russo Аэропорт Чульман-Нерюнгри? (in inglese: Chulman Neryungri Airport) è un aeroporto civile internazionale.

## Posizione geografica
L'aeroporto è situato nella Repubblica Autonoma della Sacha-Jakuzia, in Russia, a 5 km a nord dalla città di Čul'man e anche vicino alla città di Nerjungri.

## Dati tecnici
L'aeroporto internazionale di Čul'man-Nerjungri è un aeroporto di classe B.
L'aeroporto è dotato attualmente di una pista attiva di 3.600 m х 45 m che permette l'atterraggio/decollo degli aerei Airbus A300, Airbus A310, Airbus A330, Boeing 737, Boeing 757, Boeing 767, Boeing 777, Antonov An-12, Ilyushin Il-76 e Tupolev Tu-154, Tupolev Tu-204 e di tutti gli aerei di classe inferiore.
L'aeroporto è attrezzato per tutti i tipi degli elicotteri.
L'aeroporto è aperto dalle 22 alle 10 (ora UTC).

## Scalo d'emergenza ETOPS
L'aeroporto di Čul'man-Nerjungri è uno scalo d'emergenza (in inglese: Diversion airport), per gli aerei con due motori (in inglese: Twinjet) (Airbus A300, Airbus A310, Airbus A330, Boeing 757, Boeing 767, Boeing 777, Gulfstream V G500/G550, Gulfstream IV G350/G450) che compiono le rotte transcontinentali transpolari № 3 e № 4 dall'Asia (Hong Kong, New Delhi) per America del Nord (New York, Vancouver). Secondo la regola ETOPS in ogni momento del volo di un aereo bimotore nel raggio di 180-207 minuti devono essere gli aeroporti d'emergenza, gli aeroporti russi di Čul'man, Salechard, Noril'sk, Pevek, Poljarnyj, Jakutsk, Mirnyj, Bratsk, Blagoveščensk, Irkutsk, Chatanga, Tiksi fanno parte degli aeroporti d'emergenza per soddisfare i requisiti ETOPS.